# Édouard Lalo

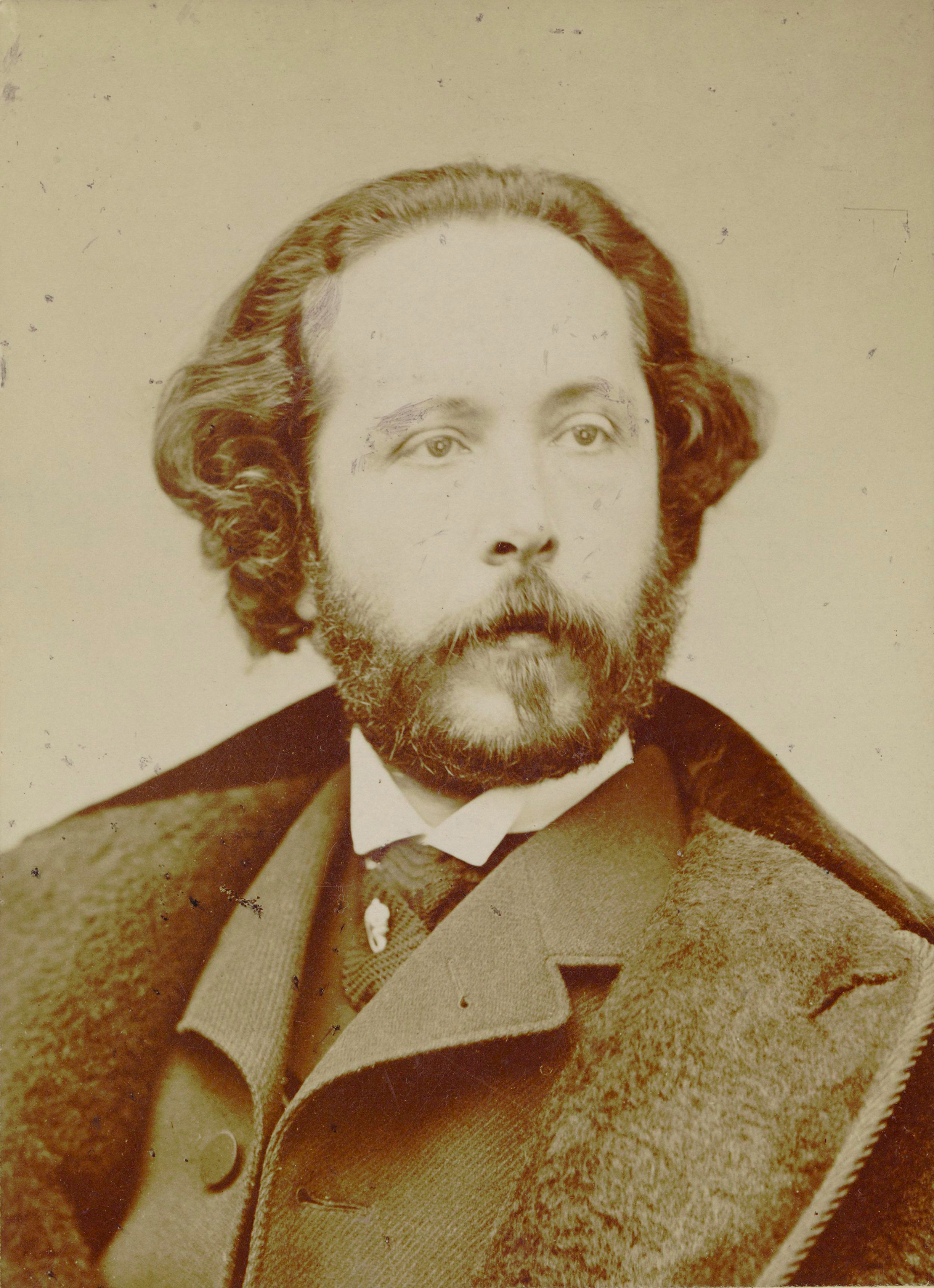
Édouard Lalo

Édouard-Victoire-Antoine Lalo (27 de janeiro, 1823 – 22 de abril, 1892) foi um compositor francês de ascendência espanhola.

## Biografia
Édouard Lalo nasceu em Lille (Norte), na França setentrional. Participou na sua juventude, no conservatório musical da cidade. Aos 16 anos, estudou no Conservatório de Paris. Durante vários anos trabalhou como professor, em Paris.
Julie Besnier de Maligny, contralto bretã, tornou-se sua esposa em 1865. Lalo despertou o interesse pela ópera e isso o levou a compor obras para o palco.
Morreu em Paris com 69 anos de idade, com várias obras inacabadas.
O seu filho Pierre Lalo (6 de setembro de 1866 - 9 de junho de 1943) foi um crítico musical que escreveu Le Temps e outras publicações periódicas.

## Obras

### Óperas
- Fiesque ("The Genoese Conspiracy") (1866-8), (grand opera in 3 acts, C. Beauquier, after Schiller); world premiere concert performance: Le Festival de Radio France, Montpellier, France, July 2006; first stage performance: National Theater Mannheim, Mannheim, Germany, 16 June 2007.;[1] The UK premiere of Fiesque was performed by University College Opera at The Bloomsbury Theatre, London in March 2008.[2]
- Le roi d'Ys ("The King of Ys") (1875-88, full score n.d.), (opera in 3 acts, E. Blau), f.p. Opéra Comique (Favart), Paris, 7 May 1888.
- Néron ("Nero") (1891) (pantomime in 3 acts, P. Millier), f.p. Hippodrôme, Paris, 28 March 1891. (Pastiche based on Fiesque and other scores)
- La jacquerie ("The Jacquerie Revolt") (1891-2) (opera in 4 acts, Blau & S. Arnault) (Act I finished by Lalo, completed posthumously by Arthur Coquard), f.p. Monte Carlo, Monaco, 9 March 1895.

### Obra orquestral
- Aubade pour dix instruments (1872)
- Aubade pour orchestre (1872)
- Divertissement pour orchestre (1872)
- Concerto pour violon (1873)
- Symphonie espagnole (1874) (for violin and orchestra)
- Concerto pour violoncelle (1877)
- Rapsodie norvégienne (1879)
- Concerto russe  (1879)
- Symphonie (1886)
- Concerto pour piano (1889)
- Scherzo en re mineur pour orchestre
- Concerto russe, Op. 29; 2nd movement: Chants russe, for cello and piano
- Scènes de Savonarole, unpublished opera scenes

### Música de câmara
- Sonate pour violon (1853)
- Sonate pour violoncelle (1856)
- Trios avec piano (Three piano trios)
- Quatuor à cordes

### Obra Vocal
- Cinq lieder, texts by Lamartine, Laprade, and Silvestre (1879)
- Six mélodies, poetry by Victor Hugo (1855)
- Trois mélodies, text by Alfred de Musset

### Ballet
- Namouna (1882) (book by Nuitter & Petipa), f.p. Opéra, Paris, 6 Mars 1882.